# Aldo Simoncello
Aldo Simoncello (Venezia, 5 maggio 1923 – ...) è stato un allenatore di calcio e calciatore italiano, di ruolo attaccante.

## Carriera

### Giocatore
Nella stagione 1942-1943 ha giocato in Serie C nel Dopolavoro Marzotto; nella stagione 1943-1944 ha giocato in Divisione Nazionale sempre con il club veneto.
Nella stagione 1951-1952 ha giocato in Serie B con il Marzotto Valdagno, squadra esordiente nella serie cadetta e con cui l'anno precedente aveva vinto il campionato di Serie C; nella sua prima stagione in seconda divisione segna 4 gol in 9 presenze. Ha militato nella squadra biancoazzurra anche nella stagione 1952-1953, sempre in Serie B, giocando ulteriori 4 partite in questa categoria..

### Allenatore
Nella stagione 1952-1953, la sua ultima in carriera come calciatore professionista, ha iniziato ad allenare, guidando la squadra Pulcini del Marzotto Valdagno. Nella stagione 1955-1956 è subentrato in panchina a stagione in corso ad Alberto Marchetti alla guida del Marzotto Valdagno nel campionato di Serie B, concluso dai veneti al sedicesimo posto in classifica con la salvezza. Nella stagione 1958-1959 sostituisce dopo diciassette giornate Imre Senkey sulla panchina della prima squadra del Marzotto, sempre in Serie B; così come nella stagione 1955-1956 riesce a salvare la squadra, che si piazza al quattordicesimo posto in classifica mantenendo quindi la categoria.
Successivamente nella stagione 1971-1972 guida il Portogruaro in Serie D, mantenendo la squadra nelle posizioni di vertice della classifica per l'intera durata del torneo; nella stagione 1972-1973 ha allenato sempre in Serie D i veneti dell'Adriese, che ha guidato al quarto posto in classifica nel massimo campionato dilettantistico italiano. Negli anni settanta ha allenato il Locri nel campionato calabrese di Promozione, massimo livello regionale dell'epoca.

## Palmarès

### Giocatore

#### Competizioni nazionali
- Serie C: 1

Marzotto: 1950-1951